# Barbie und der geheimnisvolle Pegasus
Barbie und der geheimnisvolle Pegasus (Originaltitel Barbie and the Magic of Pegasus) ist ein US-amerikanischer Animationsfilm aus dem Jahr 2005. Es handelt sich um eine Direct-to-Video-Produktion von Mainframe Entertainment in Kooperation mit Mattel Entertainment. Regie führte Greg Richardson.

## Handlung
Prinzessin Annika liebt das Eislaufen, doch ihre Eltern verbieten ihr, das Schloss zu verlassen. Deshalb schleicht sie sich oft heimlich hinaus. Eines Tages entdeckt sie dabei ein einsames Eisbärbaby und nimmt es mit ins Schloss. Am Abend beobachtet sie die Dorfbewohner beim Schlittschuhlaufen und verlässt erneut unbemerkt das Schloss. Auf der Eisfläche bemerkt sie erst spät die Ankunft von Bösewicht Wenlock. Dieser verlangt, dass Annika ihn heiratet, doch sie weigert sich. Ihre Eltern eilen herbei, um sie zu retten. Wenlock droht ihnen damit, Annika das gleiche wie ihrer Schwester anzutun. Bis zu diesem Zeitpunkt wusste Annika nicht, dass sie eine Schwester hatte. Als sie weiterhin ablehnt, versteinert Wenlock ihre Eltern sowie die Dorfbewohner und gibt ihr drei Tage Zeit, ihre Meinung zu ändern. Danach sei die Versteinerung nicht mehr umkehrbar.
Kurz darauf rettet ein Pegasus namens Brietta Annika vor Wenlock und bringt sie ins Wolkenkönigreich, wo Brietta mit drei weiteren Mädchen und der Königin lebt. Die Königin weiß jedoch keinen Weg, den Versteinerungsfluch zu brechen. Ein Mädchen erzählt Annika von einem legendären „Zauberstab des Lichts“, der mächtiger als Wenlocks Stab sein soll. Zudem stellt sich heraus, dass es sich bei Brietta um Annikas Schwester handelt, welche damals von Wenlock in ein Pegasus verwandelt wurde, als sie die Hochzeit mit ihm verweigerte.
Annika, Brietta und das Eisbärbaby Fröstelchen machen sich auf die Suche nach den drei Bestandteilen des Zauberstabs. Zunächst begeben sie sich in den Verbotenen Wald, um ein „Maß an Tapferkeit“ zu finden. Als Fröstelchen dabei eine Rutsche hinabrutscht, springt Annika ihr hinterher. Sie finden sich in einem riesigen Kochkessel wieder, welcher in der Hütte eines Riesen steht. Als er die beiden entdeckt, freut er sich über die Vergrößerung seiner Essensportion. Annika gelingt es, ihn zu überlisten und sie kann zusammen mit Fröstelchen aus der Hütte entkommen. Währenddessen haben Brietta und der Schmied Aidan nach ihnen gesucht. Aidan ist beeindruckt von Annikas Mut. Annikas Haarband, mit welchem sie vor dem Riesen flüchten konnte verwandelt sich daraufhin in einen großen Stab. Aidan, welcher die Magie nicht begreifen kann und nicht so recht an die Legende des Stabes glaubt, erklärt sich schließlich dennoch dazu bereit, die drei Elemente für den Stab zusammenzufügen.
Zusammen mit Aidan machen sie sich auf den Weg zum nächsten Ort, an dem sie das zweite Element, einen Kristall, vermuten. Annika tauscht bei einem Juwelenhändler ihre Schlittschuhe gegen eine Karte. Sogleich machen sich Annika und Aidan zusammen mit Fröstelchen und Brietta auf den Weg und folgen der Karte. Als ihr Weg auf der verschneiten Spitze eines Gipfels endet, beschließen sie, in einer nahegelegenen Höhle Unterschlupf zu suchen und am nächsten Morgen weiterzureisen. In der Zwischenzeit sucht Wenlock den Juwelenhändler auf, der sich von ihm bestechen lässt und ihm Informationen über Annikas Besuch preisgibt. Da der Händler Wenlock nun nicht mehr von Nutzen ist, verwandelt er ihn in einen Fußabtreter.
Am nächsten Morgen entdeckt Annika einen von der Morgenröte angestrahlten Eisberg in Form eines riesigen Kristalls und ist sich sicher, dass sich auf der Spitze des Gipfels der gesuchte Kristall befindet. Dort angekommen, gelangen sie über eine sich selbst öffnende, verschneite Treppe ins Innere des Eisbergs. Der Weg führt sie zu einer Grotte voller Juwelen. Entgegen der Legende nimmt Aidan einen weiteren Juwel mit, obwohl Annika bereits einen der Juwelen eingesteckt hat. Daraufhin droht die Eishöhle einzustürzen, doch die vier können sich gerade noch rechtzeitig nach draußen retten. Zurück in der Grotte benötigen sie nur noch das letzte Element für den Zauberstab des Lichts: einen Ring der Liebe. Brietta kommt auf die Idee, ihre Krone zu opfern, aus der Aidan einen Ring schmieden kann, der die einzelnen Elemente des Zauberstabs zusammenhält. Daraufhin verwandelt sich die Krone in einen Ring, und Aidan beginnt mit dem Schmieden.
Nachdem der Zauberstab fertiggestellt ist, nutzt Annika ihn, um Brietta zurückzuverwandeln. Da Brietta nun wieder ihre menschliche Gestalt angenommen hat, können sie nicht mehr auf ihr zum Königreich fliegen, weshalb sie die Wolkenkönigin um ein Pegasus bitten. Auf ihrem Flug zum Königreich werden sie von Wenlock verfolgt, der die beiden Schwestern angreift, sodass sie in einem verschneiten Tal abstürzen. Annika kommt als Erste wieder zu Bewusstsein und will sich an Wenlock rächen. Doch da sie den Zauberstab aus boshaften Motiven einsetzt, entfaltet er nicht seine volle Wirkung, und Wenlock verschüttet sie unter einem Schneehaufen, wobei er sich zugleich den Zauberstab des Lichts aneignet. Brietta und Aidan befreien Annika und bringen sie ins ehemalige Schloss. Als Annika wieder zu sich kommt, fasst sie den Entschluss, Wenlock aufzusuchen und den Zauberstab des Lichts zurückzuholen, um ihr Dorf von der Versteinerung zu erlösen.
In Wenlocks unterirdischem Palast angekommen, liefert sich Aidan einen Kampf mit Wenlocks Greifen, während Annika zusammen mit Fröstelchen nach dem magischen Stab sucht. Sie findet ihn schließlich bei seinen Schätzen, wird jedoch von Wenlock bemerkt. Dabei bricht der magische Kristall vom Stab ab und fällt in einen Abgrund des Palastes. Aidan taucht auf und gibt ihr seinen Kristall, den sie sofort in den magischen Stab einsetzt. Sie wünscht sich, dass die Dorfbewohner von ihrer Versteinerung erlöst werden, woraufhin der Stab seine Magie entfaltet und die Dorfbewohner wieder lebendig werden. Gleichzeitig werden Wenlock und dessen trollenartige Frauen in ihre Ursprungsform zurückverwandelt. Wenlock muss nun für seine Frauen schuften.
Annika kehrt mit Brietta zum Königreich zurück. Ihre Eltern freuen sich, als Annika unversehrt erscheint, und trauen ihren Augen nicht, als sie ihre Tochter Brietta wieder in menschlicher Gestalt sehen. Aidan kehrt zu seinem Vater zurück, den er vor einigen Jahren verlassen hatte, nachdem er dessen Geld verspielt hatte und sich nicht mehr getraut hatte, ihm unter die Augen zu treten. Aidans Vater freut sich, seinen Sohn wiederzusehen, und auch über dessen neue Freundin Annika.

## Synchronisation
Die Synchronisation des Films wurde bei der Deutschen Synchron nach einem Dialogbuch und unter der Dialogregie von Beate Gerlach erstellt.
| Rolle             | Englische Sprecher | Deutsche Sprecher  |
| ----------------- | ------------------ | ------------------ |
| Aidan             | Mark Hildreth      | Gerrit Schmidt-Foß |
| Aidans Vater      | Brian Drummond     | Karl Schulz        |
| Bella             | Jessica Amlee      | Jodie Blank        |
| Brietta           | Lalainia Lindbjerg | Tanja Geke         |
| Eric              | Kathleen Barr      | David Hellwig      |
| Ferris            | Brian Drummond     | Uwe Paulsen        |
| Fröstelchen       | Kathleen Barr      |                    |
| König             | Russel Roberts     | Roland Hemmo       |
| Königin           | Kathleen Barr      | Monica Bielenstein |
| Lara              | Andrea Libman      | Jamie Lee Blank    |
| Ollie             | John DeSantis      | Tilo Schmitz       |
| Prinzessin Annika | Kelly Sheridan     | Ilona Brokowski    |
| Rayla             | Kathleen Barr      | Arianne Borbach    |
| Regisseurin       | Russell Arons      | Monica Bielenstein |
| Rose              | Chantal Strand     | Milena Hagedorn    |
| Wenlock           | Colin Murdock      | Lutz Mackensy      |

## Rezeption

### Kritiken
Der Film erhielt überwiegend positive Kritiken und erzielte bei IMDb eine durchschnittliche Bewertung von 6,6 der möglichen 10 Punkten. Das Lexikon des internationalen Films urteilt hingegen: „Weiterer anspruchsloser Kitsch-Film aus des 3D-Animationsserie um die Kinderpuppe Barbie.“

### Nominierungen
- DVD Exclusive Awards 2006: Nominierung in den Kategorien Best Overall Movie, Animated DVD Premiere und Best Original Music Video für Hope Has Wings von Brie Larson.